# Follow the Reaper
Follow The Reaper е третият албум албум на финландската мелодичната дет метъл група Children of Bodom. Стилът в него се различава от този на предишния им албум. Звученето е по-силно повлияно от пауър метъла.

## Песни
1. Follow the Reaper – 3:47
2. Bodom After Midnight – 3:43
3. Children of Decadence – 5:34
4. Everytime I Die – 4:03
5. Mask of Sanity – 3:58
6. Taste of My Scythe – 3:58
7. Hate Me! – 4:44
8. Northern Comfort – 3:48
9. Kissing the Shadows – 4:32
10. Don't Stop at the Top (Кавър на Scorpions) – 3:24
11. Shot in the Dark (Кавър на Ozzy Osbourne – 3:38
12. Hellion (Кавър на W.A.S.P.) – 3:02